# PAPA'S & MAMA'S
PAPA'S & MAMA'S（パパス & ママス）は大阪市に本社を置く理容・美容室チェーン店である。

## 概要
1954年（昭和29年）に『大衆理容館』として今里にて創業した老舗の理容店。1960年に会社組織『有限会社大衆理容院』として設立。2024年現在は大阪府を中心に、42店舗を展開している。